# Pancorius fasciatus
Pancorius fasciatus är en spindelart som beskrevs av George William Peckham och Elizabeth Maria Gifford Peckham 1907. Pancorius fasciatus ingår i släktet Pancorius och familjen hoppspindlar. Inga underarter finns listade i Catalogue of Life.